# Infekcijska mononukleoza
Infekcijska mononukleoza (IM), Pfeifferjeva bolezen ali pogovorno tudi bolezen poljuba je nalezljiva bolezen, ki jo povzroča virus Epstein-Barr (virus iz rodu limfokriptovirusov). Bolezen se pojavlja predvsem v razvitih državah pri mladostnikih in mladih odraslih iz višjih socialno-ekonomskih razredov. Za mononukleozo pa lahko zbolijo tudi ljudje z oslabljenim imunskim sistemom. Zaradi možnosti okužbe z izmenjavo sline je pogovorno bolezen imenovana tudi "bolezen poljuba". Prenos je mogoč tudi s spolnim stikom, transfuzijo krvi ali presaditvijo organov.
Bolezen se pokaže z neznačilnimi znaki: povišana telesna temperatura, vnetega žrela, utrujenost, neješčost in drugi neznačilni simptomi. Značilno so lahko povečana jetra in otekle bezgavke. Zapleti so redki. Bolezen se pozdravi sama v 1 do 2 tednih. Sum na IM temelji na podlagi simptomov, potrditev pa je mogoča le z laboratorijskimi testi. Zdravimo jo z aciklovirjem ali valaciklovirjem, analgetiki in v primeru zapletov s kortikosteroidi.
IM je prepoznal kot nalezljivo bolezen nemški zdravnik Emil Pfeiffer leta 1889 in zato je bolezen imenovana tudi Pfeifferjeva bolezen.

## Klinična slika
Inkubacijska doba IM je največkrat od 30 do 50 dni. Pri bolniku se običajno pojavlja cel niz splošnih simptomov. Značilni so vneto žrelo, vročina, utrujenost, izguba telesne mase, slabostnost, petehije na žrelni sluznici in neješčnost, limfadenopatija (povečane bezgavke), splenomegalija (povečana vranica), vnetje jetrnih celic (hepatitis), hemoliza (propad rdečih krvničk). Pri odraslih bolnikih je manjša verjetnost za pojav vnetega žrela in limfadenopatije, sta pa pri njih pogostejši hepatomegalija (povečana jetra) in zlatenica. 
Redkeje pojavljajoči simptomi in bolezenski znaki vključujejo trombocitopenijo (znižano število krvnih ploščic) s pancitopenijo (znižanje števila vseh vrst krvnih celic) ali brez nje, pretrganje (rupturo) vranice, krvavitve v vranici, zaporo (obstrukcijo) zgornjih dihalnih poti, perikarditis (vnetje osrčnika) in pljučnico. Redko se lahko pojavi tudi multiformni eritem.
Mononukleozo včasih spremlja tudi sekundarna bolezen hladnih aglutininov – avtoimunska bolezen, pri kateri lahko nenormalna protitelesa proti rdečim krvničkam, ki krožijo po krvnem obtoku, povzročijo avtoimuno hemolitično anemijo (vrsto slabokrvnosti).
Pri bolnikih z infekcijsko mononukleozo včasih pomotoma diagnosticirajo streptokokni faringitis (zaradi značilne triade simptomov: vročina, vneto žrelo, povečane bezgavke) in jih zdravijo z antibiotiki (npr. z ampicilinom ali amoksicilinom). Raziskave so pokazale, da se pri okoli 80–90 % bolnikov z akutno okužbo z virusom Epstein-Barr, ki so zdravljeni s takimi antibiotiki, pojavi rdeč, razpršen izpuščaj.

## Patofiziologija
Virus se najprej razmnožuje v epitelijskih celicah žrela (kar povzroči vnetje), kasneje pa zlasti v limfocitih B. Gostiteljev imunski sistem se odzove tako, da limfociti T (CD8+) napadejo okužene limfocite B, kar povzroči nastanek povečanih atipičnih limfocitov (Downeyevih celic). Pri akutni okužbi se tvorijo heterofilna protitelesa.

## Diagnoza
Najpogosteje pri postavljanju diagnoze uporabljeno merilo je prisotnost 50 % limfocitov in vsaj 10 % atipičnih limfocitov (z velikim, nepravilnim jedrom), pri bolniku pa so hkrati prisotni tudi vročina, vneto žrelo in povečane bezgavke. Bolezen se lahko potrdi s serološkim testom. Ob odkritju so atipične limfocite zamenjevali z monociti in zato je bolezen dobila ime mononukleoza.

## Zdravljenje
Bolezen običajno mine sama od sebe; bolnik prejema le simptomatsko in/ali podporno zdravljenje. V akutni fazi okužbe se priporoča počitek, po pojenjanju akutnih simptomov pa počitek več ni potreben. Vse dokler se vranica ne povrne na normalno velikost (kar ugotovimo z ultrazvočnim slikanjem), pa se je potrebno izogibati težjim naporom zaradi nevarnosti raztrganja vranice.
Za lajšanje bolečin in vročine se lahko uporabljajo paracetamol in nesteroidna protivnetna zdravila. Kortikosteroidi se dajejo zaradi protivnetnega delovanja in blažijo vnetje žrela, težave pri požiranju in povečane tonzile, vendar je njihova uporaba sporna. Intravenski kortikosteroidi (predvsem hidrokortizon in deksametazon) niso priporočljivi za rutinsko zdravljenje, lahko pa so koristni, če obstaja tveganje za obstrukcijo dihal, hudo trombocitopenijo ali hemolitično anemijo. Le malo je dokazov, ki bi podpirali uporabo aciklovirja, čeprav naj bi v začetku zmanjšal kužnost bolnika. Za valaciklovir pa so dokazali, da zmanjša virusno breme ali pa virus popolnoma odstrani iz telesa in močno oblaži simptome. Antibiotiki se ne uporabljajo, saj niso učinkoviti proti virusnim okužbam.